# Paralidia spinata
Paralidia spinata är en insektsart som beskrevs av Nielson 1986. Paralidia spinata ingår i släktet Paralidia och familjen dvärgstritar. Inga underarter finns listade i Catalogue of Life.